# 杰逊王子战群妖
《杰逊王子战群妖》（英語：Jason and the Argonauts）是1963年6月19日于美国上映的动作冒险电影。该电影以希腊神话中阿耳戈船英雄与金羊毛的插曲为题材，描述杰逊和他率领的一群阿尔戈英雄去寻找金羊毛的冒险故事。电影中一部分设定和原本的神话故事有一定的差异。
该电影是美国和英国联合拍摄的作品，由美国电影界特效大师雷·哈利豪森担任片中的视觉特效。

## 剧情
在希腊众神之王宙斯的庇护下，珀利阿斯成功攻陷了塞萨利王国，并杀死了阿里斯托（Aristo）国王，篡夺了塞萨利王国的王位。但是预言者菲纽斯滥用预言说终有一天阿里斯托的其中一个孩子会来讨伐于他，因此珀利阿斯到处追杀阿里斯托的三个子嗣。在战乱中，阿里斯托的大女儿布里塞伊斯（Briseis）抱着她还在襁褓中的妹妹菲洛墨拉（Philomela）逃到了众神之后赫拉的神殿中祈求赫拉的护佑，但珀利阿斯却在赫拉的神殿中将布里塞伊斯给杀害了，恼怒的赫拉化作她的女神官的模样警告珀利阿斯，将来他会被一个单脚只穿一只凉鞋的人给杀死，那人就是逃过此劫的阿里斯托的儿子杰逊，珀利阿斯表示只要他杀死杰逊就没事了，但赫拉告诉他宙斯只答应给他王位，其他的事都是他自己的作为，只要他杀死了杰逊，那他也会丧失性命。赫拉回到天界，向宙斯表示她一定要帮助杰逊向珀利阿斯复仇，宙斯允许赫拉只能帮助他5次，因为布里塞伊斯在乞求赫拉保护时喊了5次赫拉的名字，所以只能帮助她弟弟5次。
20年后，赫拉为了实现预言，发起神威将珀利阿斯拖入河中，长大成人的杰逊见状跳入河中救起了珀利阿斯，因此失去了一双凉鞋。珀利阿斯看到这个单脚只穿一只凉鞋的人大吃一惊，假装热情地款待了杰逊。不知情的杰逊表示他是阿里斯托国王的儿子，他要回来向珀利阿斯复仇，并夺回本该属于他的国家。珀利阿斯知道他杀死杰逊，自己也会因此丧命，所以他要求杰逊去取得象征国家和平与繁荣的金羊毛。这是个困难重重，充满危险的任务，珀利阿斯认为杰逊会因此而丧命，并派遣自己的儿子阿卡斯托斯跟着杰逊一同前往，好让他阻止杰逊取得胜利。
杰逊受到神使赫耳墨斯的引导来到了众神居住的奥林波斯山，在宙斯和赫拉的指点下杰逊在塞萨利王国中选拔了一群技艺高超，聪明过人的勇士跟他一起组建船队，到海的另一边去冒险寻找金羊毛。在整装待发之际，赫拉克勒斯与许拉斯误闯了赫淮斯托斯所铸造的铜像下的宝物库中，并且还带走了里面的发簪，因此塔罗斯（Talos）的巨大铜像复活过来袭击杰逊等人，在赫拉的指点下，杰逊搬掉了塔罗斯脚裸的铜盖，这才打败了塔罗斯。许拉斯为了拿回赫拉克勒斯的枪，被倒下的塔罗斯铜像给砸死，并消失不见了。赫拉克勒斯感到非常自责，执意留下来继续寻找许拉斯。赫拉表示赫拉克勒斯不能跟随杰逊等人一同去冒险了，宙斯有别的任务安排于他，并告诉杰逊这是最后一次帮他，让他去寻找一个叫菲纽斯的老头，他会引导他们。
杰逊一行人渡海来到了菲纽斯居住的岛屿上，由于盲目的菲纽斯滥用宙斯赐予的预言能力，所以他正在接受宙斯给他的惩罚，宙斯派来2个长着蝙蝠之翼的妖鸟哈耳庇厄来折磨菲纽斯，当菲纽斯用餐时它们就突然出现夺走他的食物。菲纽斯告诉杰逊，神命令他让他告诉杰逊所有想知道的事，但是他要求杰逊要把他从妖鸟的折磨中解救出来，杰逊答应了菲纽斯的条件。当菲纽斯再度用餐时，诱出了妖鸟，杰逊等人便用一张大网抓住了妖鸟，因此菲纽斯摆脱了妖鸟，终于可以安心享用他的美味大餐了。菲纽斯告诉杰逊，要到达科尔喀斯需要经过冲撞岩，必须要有神的护佑才能通过，杰逊表示他们现在已经没有神护佑他们了，所以菲纽斯作为报答，把自己的护身挂件赠给了杰逊。
当杰逊的船经过冲撞岩下狭长的水道时，前方出现了一艘大船，两边的山岩突然随着猛烈地震动开始崩塌起来，前方的大船不幸沉入了海中。杰逊见状依然毫不退缩，坚持继续前进，两边的山岩石还在继续崩塌，在危机时刻，杰逊决定不再依靠神的帮助，愤而将菲纽斯赠给他的护身挂件扔入海中，随即高大的特里同从海中现身，用身体撑住了崩塌的山岩，杰逊等人奋力将船划过冲撞岩才得以幸免于难。在途中，杰逊救下了在海上遇难的科尔喀斯公主美狄亚，美狄亚从此开始就爱上了杰逊。
阿卡斯托斯提议说要夜袭科尔喀斯，并强行夺走金羊毛，企图挑起杰逊与科尔喀斯人的战争，好在战乱中趁机除掉杰逊。杰逊对阿卡斯托斯的提议表示反对，并在船上打斗起来，战败的阿卡斯托斯跳入海中逃走了，大家都以为他尸沉大海。登岸后，美狄亚用普罗米修斯之花治愈了杰逊的伤口，并和科尔喀斯国王埃厄忒斯一同在赫卡忒神殿中正式面见杰逊，并盛情地款待杰逊。埃厄忒斯询问杰逊为何从遥远的地方造访科尔喀斯，杰逊则表示是为了和平而来，埃厄忒斯顿时脸色大变，说杰逊分明就是冲着金羊毛而来，金羊毛乃科尔喀斯的镇国之宝，埃厄忒斯决不答应让他人夺走这件神赐的礼物，随后下令将杰逊等人关押起来。埃厄忒斯知道此事，是因为阿卡斯托斯出卖了他们，在埃厄忒斯面前密告说杰逊是为了抢夺金羊毛而来。美狄亚感到震惊，因为黑暗女王赫卡忒并没有向她预示阿卡斯托斯的阴谋，美狄亚知道如果自己帮助杰逊夺取金羊毛，她会成为叛国者和赫卡忒的叛徒，但是不这么做却又背叛了她自己，所以美狄亚决定背叛祖国帮助杰逊。美狄亚趁深夜，拿走了大牢看守的钥匙放走了杰逊等人。埃厄忒斯的手下向埃厄忒斯报告，说有人放走了杰逊等人，埃厄忒斯猜到是美狄亚干的，她一定会带领他们到金羊毛的所在之处，埃厄忒斯随即下令让士兵前去追捕他们。阿卡斯托斯赶在杰逊之前找到了金羊毛，却被守卫金羊毛的七头蛇许德拉给杀死了。杰逊在与许德拉搏斗时趁机刺死了它，和美狄亚一同取得了金羊毛。科尔喀斯军队追踪而至，杰逊等人趁机逃走，愤怒的埃厄忒斯呼唤黑暗女王赫卡忒，乞求她用火龙牙齿生出的黑夜战士向塞萨利人进行报复。随即天空雷声大作降下火球，将许德拉火化。埃厄忒斯命令士兵将许德拉的龙牙收集起来，随后带人继续追杀杰逊。在逃跑途中，美狄亚不幸中箭，杰逊用拥有治愈神力的金羊毛治好了美狄亚。埃厄忒斯率领士兵正好赶到，埃厄忒斯将龙牙播种到地上，随后从地底钻出骷髅士兵向杰逊等人发起进攻。一番较量后，杰逊跳入海中和美狄亚、阿尔戈船的幸存者一同驾着船逃离了埃厄忒斯的魔爪。这一切的发生，都是宙斯和赫拉玩的一盘棋。

## 登场角色
- 杰逊（Jason） - 托德·阿姆斯特朗

前塞萨利王国的王子。为了夺回王位，与其他英雄一同冒险寻找金羊毛。
- 美狄亚（Medea） - 南茜·科瓦克

岛国科尔喀斯的公主，在赫卡忒神殿中服务的高等女祭司。
- 阿卡斯托斯（Acastus） - 加里·雷蒙德

珀利阿斯之子。阻挠杰逊夺取金羊毛，总想置他于死地。
- 阿尔戈斯（Argos） - 劳伦斯·奈史密斯

辅佐杰逊的阿尔戈号船建造者。
- 珀利阿斯（Pelias） - 道格拉斯·威莫

塞萨利王国的国王。
- 宙斯（Zeus） - 奈尔·麦克葛尼斯

希腊众神之王。
- 赫拉（Hera） - 霍纳尔·布莱克曼

宙斯之妻，希腊众神之后。杰逊的保护神，总是帮他度过难关。
- 赫耳墨斯（Hermes） - 迈克尔·高文

传令神。宙斯的使者。
- 埃厄忒斯国王（King Aeetes） - Jack Gwillim

岛国科尔喀斯的国王，美狄亚的父亲。
- 赫拉克勒斯（Hercules） - 尼格尔·格林

宙斯之子。希腊人的英雄，也是阿尔戈英雄的一员。
- 许拉斯（Hylas） - John Cairney

阿尔戈英雄的一员，赫拉克勒斯的伴侣。
- 菲纽斯（Phineas） - 帕特里克·特劳顿

盲目的预言家。因滥用宙斯赐予的预言能力而受到饥饿的惩罚。

## 用语
- 船尾像

阿尔戈号船的船头安置的女神像。赫拉通过这个神像给予杰逊帮助。
- 塔罗斯（Talos）

赫淮斯托斯铸造的巨大青铜神像。由于赫拉克勒斯无视杰逊的命令，触犯了禁忌，从众神的宝物库中拿走了东西，所以复活过来袭击杰逊等人。
- 哈耳庇厄（Harpies）

宙斯派来折磨菲纽斯的妖鸟，拥有人的身体，蝙蝠的翅膀。
- 冲撞岩（Clashing Rock）

狭长的水道两边是高耸的岩壁。有船路过时会震落下巨大的岩石将船击沉。
- 赫卡忒（Hecate）

岛国科尔喀斯的保护神，拥有狮子头、马头和狗头的女神像。称为“黑暗女王（Queen of Darkness）”。
- 金羊毛（Golden Fleece）

岛国科尔喀斯的镇国之宝，神赐予的宝物。拥有神奇的治愈力和使国家繁荣昌盛的神力。
- 许德拉（Hydra）

拥有七个头的魔蛇，金羊毛的守护者。
- 骷髅士兵（Skeleton army）

埃厄忒斯利用许德拉的龙牙所诞生出来的7个骷髅士兵。

## 外部連結
- 開眼電影網上《傑遜王子戰群妖》的資料（繁體中文）
- 豆瓣电影上《伊阿宋与金羊毛》的資料 （简体中文）
- 时光网上《杰逊王子战群妖》的資料（简体中文）
- AllMovie上《Jason and the Argonauts》的资料（英文）
- 爛番茄上《Jason and the Argonauts》的資料（英文）
- Box Office Mojo上《Jason and the Argonauts》的資料（英文）
- TCM电影资料库上《Jason and the Argonauts》的资料（英文）
- 互联网电影数据库（IMDb）上《Jason and the Argonauts》的资料（英文）